# 하타군

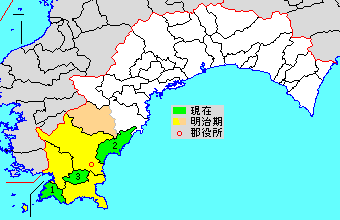
고치현 하타군의 위치

하타군(일본어: 幡多郡, はたぐん)은 일본 고치현(도사국)의 군이다.
인구 14,420명, 면적 376.9km², 인구밀도 38.3명/km².(2025년 3월 1일, 추계인구)
이하 2정 1촌으로 구성된다.
- 오쓰키정(大月町)
- 구로시오정(黒潮町)
- 미하라촌(三原村)

## 역사
- 2005년 4월 10일 - 니시토사 촌이 나카무라 시와 합병해 시만토시가 성립, 군에서 이탈하였다.
- 2006년 3월 20일
  - 오가타 정·사가 정이 합병해 구로시오 정이 성립하였다.
  - 다이쇼 정·도와 촌이 다카오카군 구보카와 정과 합병해 다카오카 군 시만토정이 성립, 군에서 이탈하였다.